# Les Momies maléfiques
Les Momies maléfiques est le 19e album de la série de bande dessinée Papyrus de Lucien De Gieter. L'ouvrage est publié en 1996.

## Synopsis
Dix momies d'archers de Séqénenrê Taâ, morts au combat, ont été momifiées à la hâte. Des années plus tard, un autre pharaon envoie Théti-Chérie, sa fille, et son fidèle serviteur Papyrus les chercher pour les enterrer dignement. Mais après un long voyage, alors qu'ils pénètrent dans le tombeau, ils constatent que la statue du dieu bénéfique Osiris a été retirée de l'autel, seul demeurant celle du dieu maléfique Seth. Les catastrophes commencent à pleuvoir sur les héros… 

### Anecdotes
- Lorsque Papyrus et Théti-Chérie doivent sortir du puits où ils sont coincés, Papyrus doit dérouler son pagne pour tresser une corde; on ne voit pas son sexe, mais en revanche son derrière sans aucune couverture est visible dans une case. Il s'agit d'un des seuls exemples de nudité complète d'un des héros dans cette série.

## Personnages principaux
- Papyrus: Personnage principal de la série. Serviteur fidèle du pharaon.
- Théti-Chérie: Fille du pharaon et coéquipière de Papyrus.
- Seth: Dieu égyptien, ici représenté comme maléfique. Il veut détruire Papyrus et Théti-Chérie.
- Les Momies Maléfiques: Momies ranimées par Seth pour détruire Papyrus et Théti-Chérie.
- Osiris: Dieu égyptien, ici représenté comme bénéfique. Il aide Papyrus et Théti-Chérie à contrer Seth.
- Pouin: Nain qui accompagne Papyrus.